# Jakub Szulc

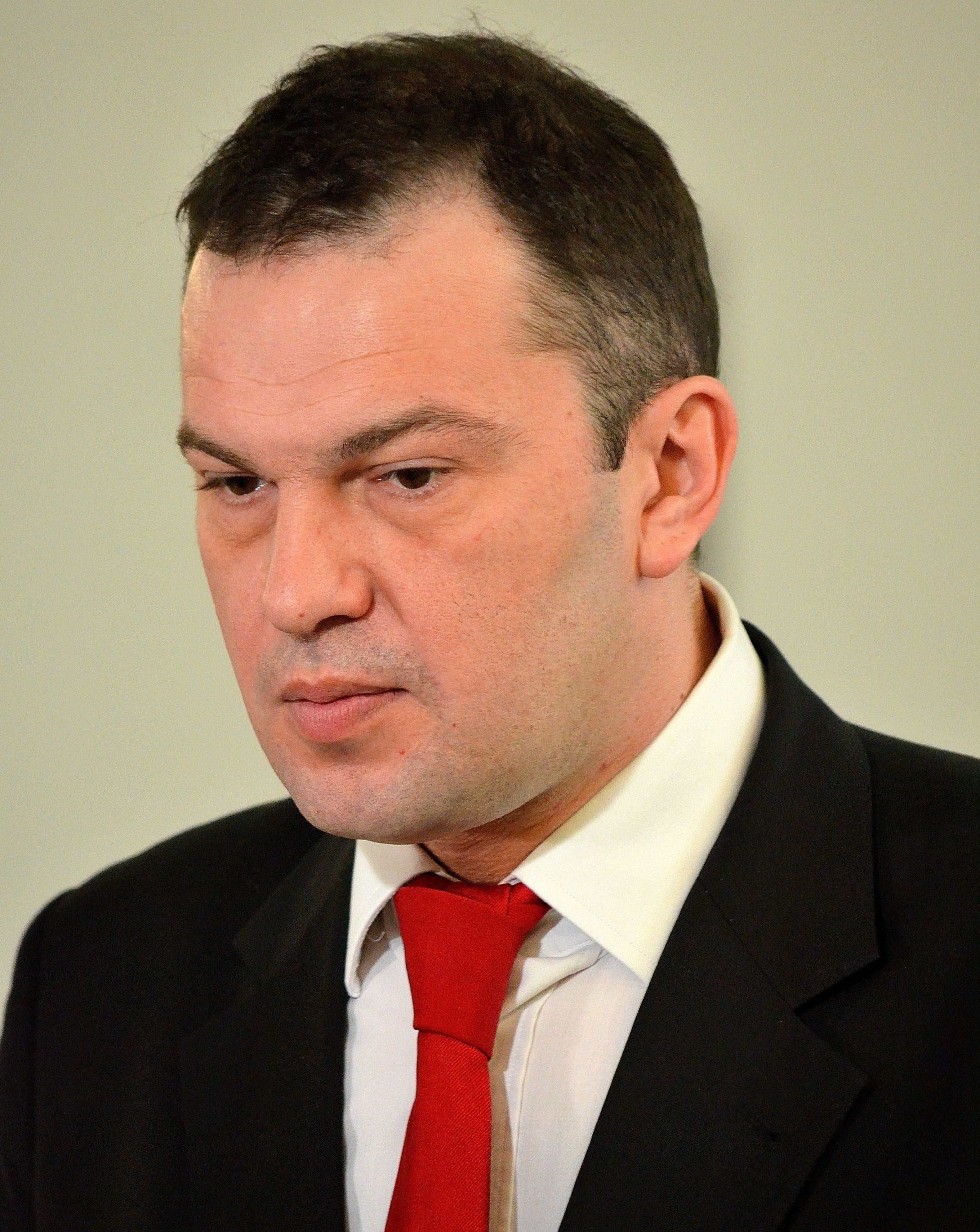
Jakub Szulc (2013)

Jakub Maciej Szulc (* 21. Dezember 1973 in Kłodzko) ist ein polnischer Politiker der Platforma Obywatelska (PO). Er gehörte von 2005 bis 2014 dem Sejm in der V., VI. und VII. Wahlperiode an. Von 2008 bis 2012 war er Staatssekretär im Gesundheitsministerium.

## Leben und Beruf
Er besuchte das Gymnasium in Kłodzko und  von 1992 bis 1998 studierte Jakub Szulc  an der Wirtschaftsuniversität Poznań internationalen Handel. Er schloss die Akademie mit einem Diplom ab. Vom September 1996 bis Juli 1998 arbeitete er bei der Polski Bank Rozwoju als Wertpapierhändler. Anschließend war er bis Dezember 2001 in der Bank of America Polska in der Global Markets Group tätig. Von Januar 2002 bis zum 25. September 2005 war er Angestellter der Bank BPH, zuletzt als Direktor des Bereichs Schwellenmärkte. Im August 2014 nahm er eine Tätigkeit bei Ernst & Young auf. Im Juli 2024 wurde er Vizepräsident des nationalen Gesundheitsfonds NFZ.
Jakub Szulc ist verheiratet.

## Politik
Bei den Parlamentswahlen 2005 konnte Jakub Szulc als Mitglied der Platforma Obywatelska (PO) mit 5004 Stimmen im Wahlkreis Wałbrzych einen Sitz im Sejm erringen. Er war in den Kommissionen für öffentliche Finanzen sowie Regeln und Angelegenheit Abgeordneter tätig. Bei den vorgezogenen Parlamentswahlen 2007 trat Szulc wieder in Wałbrzych an und mit 12.310 Stimmen gelang es ihm erneut ein Mandat zu erringen. Zum 20. Oktober 2008 wurde er Staatssekretär im polnischen Gesundheitsministerium, was dem stellvertretenden Gesundheitsminister entspricht. Bei der Wahl 2011 wurde er erneut in den Sejm gewählt. Im August 2012 schied er aus dem Amt des Staatssekretärs aus. Im August 2014 legte er sein Parlamentsmandat nieder.